# Милутин (Стоядинович)
Епископ Милутин (в миру Марко Стоядинович, серб. Марко Стојадиновић; 10 (23) июля 1918, Горни-Ковиль (Нови-Сад) — 20 сентября 1992, Монастырь Суводол (Заечар)) — епископ Сербской православной церкви, епископ Тимокский.

## Биография
Окончил Духовную семинарию святого Саввы в Монастыре Раковица, а затем Богословский факультет в Белграде.
10 августа 1939 года в Монастыре Гргетег был пострижен в малую схиму.
27 сентября 1940 года был рукоположён в сан диакона епископом Нишским Иоанном (Иличем), а на Преображение Господне 1945 года — в сан пресвитера епископом Будимлянским Валерианом (Стефанович).
Служил наместником монастыря Гргетег, экономом патриаршего двора в Сремских Карловцах, вероучителем, старейшина Монастыря Крушедол, помощником управляющего патриаршего двора в Белграде, служащим Сремской епархии, профессором в Призренской, Белградской и Карловацкой духовных семинариях, где стал первым послевоенным ректором. Награждён достоинством синкелла, чином протосинкелла и архимандрита.
По поручению Священного Архиерейского Синода обучался по стипендии Всемирного совета церквей в аспирантуре на старокатолическом факультете Бернского университета в 1960—1961 академическом году.
В мае 1977 года решением Священного Архиерейского Собора избран епископом Тимокским. 10 июля того же года в соборной церкви Белграда состоялась его епископская хиротония, которую совершили Патриарх Сербский Герман, Епископ Бачский Никанор (Иличич) и епископ Славонский Емилиан (Маринович).
Скончался 20 сентября 1992 года и похоронен в монастыре Суводол.